# Maid (Fernsehserie)
Maid (englisch für Dienstmädchen) ist eine US-amerikanische Fernsehserie, die auf Stephanie Lands Bestseller-Buch Maid: Hard Work, Low Pay, and a Mother's Will to Survive basiert. Die Miniserie wurde am 1. Oktober 2021 auf Netflix veröffentlicht. Diese besteht aus einer Staffel mit 10 Folgen. Regie führte Helen Shaver und Produziert wurde die Serie von John Wells. Gedreht wurde in Victoria, der Hauptstadt der kanadischen Provinz British Columbia.

## Inhalt
Im Mittelpunkt der Serie steht die alleinerziehende Mutter Alex Russell. Sie hat es gerade erst geschafft, mit ihrer kleinen Tochter Maddy aus der missbräuchlichen Beziehung mit ihrem Ex-Freund Sean zu entfliehen. Nun versucht sie als hart arbeitendes Hausmädchen mit geringem Gehalt, sich und ihr Kind vor Armut und Obdachlosigkeit zu bewahren.

## Hauptfiguren
Alex Russell: Alex wurde kurz nach dem Schulabschluss ungeplant von ihrem Freund Sean schwanger. Ihre College-Pläne und den Traum, Autorin zu werden, gibt sie für ihre kleine Familie auf und kümmert sich hingebungsvoll um ihre kleine Tochter Maddy. Doch als Sean immer häufiger aggressiv wird und einen emotionalen Missbrauch ausübt, beschließt sie mit Maddy allein neu anzufangen. Sie ist eine sehr starke junge Frau und eine wunderbare Mutter.
Sean Boyd: Sean arbeitet als Barkeeper und schafft es gerade so, mit Alex und Maddy über die Runden zu kommen. Er hat ein Alkoholproblem, so wird er aggressiv und sehr kontrollierend, wenn er trinkt. Eigentlich liebt Sean seine Tochter Maddy und seine Ex-Freundin Alex sehr, aber solange er sein Alkoholproblem nicht unter Kontrolle hält, sind beide in Gefahr.
Paula Langley: Paula ist Alex’ Mutter. Sie leidet laut Alex an einer nicht diagnostizierten bipolaren Störung und ist keine wirkliche Stütze für ihre Tochter und ihre Enkelin. Sie liebt ihre Kunst und ist ein Freigeist. Paula wurde von ihrem Ehemann geschlagen und kontrolliert, weswegen sie ihren Ehemann verließ, als Alex noch klein war.
Regina: Regina ist eine erfolgreiche Anwältin, die Alex bei ihrem ersten Job als Putzhilfe kennenlernt. Am Anfang scheint ihr Leben perfekt zu sein: eine große Villa, ein toller Ehemann und viele Reisen. Doch schnell stellt sich heraus, dass sie in Wahrheit sehr einsam ist und ihr Kinderwunsch vielleicht niemals in Erfüllung geht.
Maddy: Maddy ist die dreijährige Tochter von Alex. Sie hat eine Lieblingspuppe namens Schmariell und sie liebt den Song Shoop von Salt ’n’ Pepa.
Yolanda: Yolanda ist die Chefin von Alex und besitzt eine Vermittlungsagentur für Hausmädchen namens Value Maids.

## Besetzung und Synchronisation
Die deutschsprachige Synchronisation wurde bei der Synchronfirma VSI Synchron in Berlin erstellt. Die Dialogbücher wurden von Marianne Groß und Ulrike Möckel verfasst, Dialogregie führten Marianne Groß und Gundi Eberhard.

### Hauptbesetzung
| Schauspieler         | Rolle        | Synchronsprecher         |
| -------------------- | ------------ | ------------------------ |
| Margaret Qualley     | Alex Russell | Katharina Schwarzmaier   |
| Nick Robinson        | Sean Body    | Sebastian Fitzner        |
| Andie MacDowell      | Paula        | Sabine Arnhold           |
| Rylea Nevaeh Whittet | Maddy        |                          |
| Tracy Vilar          | Yolanda      | Almut Zydra              |
| Billy Burke          | Hank         | Dietmar Wunder           |
| Anika Noni Rose      | Regina       | Claudia Urbschat-Mingues |

### Nebenbesetzung
| Schauspieler     | Rolle    | Synchronsprecher  |
| ---------------- | -------- | ----------------- |
| Xavier de Guzman | Ethan    | Jannik Endemann   |
| Raymond Ablack   | Nate     | Jeremias Koschorz |
| BJ Harrison      | Denise   |                   |
| Toby Levins      | Basil    |                   |
| Erin Karpluk     | Sharlene |                   |

## Rezeption

### Kritiken
Maid stieß auf positive Resonanz. Auf Rotten Tomatoes erreichte die Serie eine durchschnittliche Bewertung von 94 %, die durchschnittliche Publikumsbewertung lag mit 86 % etwas niedriger. Sie gilt damit als „certified fresh“.
Metacritic vergab 82 von 100 Punkten, basierend auf 19 Kritiken, außerdem ist sie ein „Metacritic Must-Watch“.

### Auszeichnungen (Auswahl)
- Satellite Awards
- Nominiert in der Kategorie „Beste Miniserie“
- Critics’ Choice Television Awards
- Nominiert in der Kategorie „Beste Miniserie“
- Nominiert in der Kategorie „Beste Hauptdarstellerin“ (Margaret Qualley)
- Golden Globes
- Nominiert in der Kategorie „Beste Miniserie oder Fernsehfilm“
- Nominiert in der Kategorie „Beste Hauptdarstellerin“ in einem Fernsehfilm oder einer Miniserie (Margaret Qualley)
- Nominiert in der Kategorie „Beste Nebendarstellerin“ in einem Fernsehfilm oder einer Miniserie(Andie McDowell)
- Primetime-Emmy-Verleihung
- Nominiert in der Kategorie „Beste Hauptdarstellerin“ in einem Fernsehfilm oder einer Miniserie (Margaret Qualley)
- Nominiert in der Kategorie „Beste Regie bei einer Miniserie oder einem Fernsehfilm“ (John Wells, für die Episode Sky Blue)
- Nominiert in der Kategorie „Bestes Drehbuch bei einer Miniserie oder einem Fernsehfilm“ (Molly Smith Metzler, für die Episode Snaps)